# 社町
社町（やしろちょう）は、かつて兵庫県の中南部にあった町。旧加東郡。本項では町制前の名称である社村（やしろむら）についても述べる。
2006年3月20日に加東郡滝野町・東条町と合併して加東市となった。

## 概要

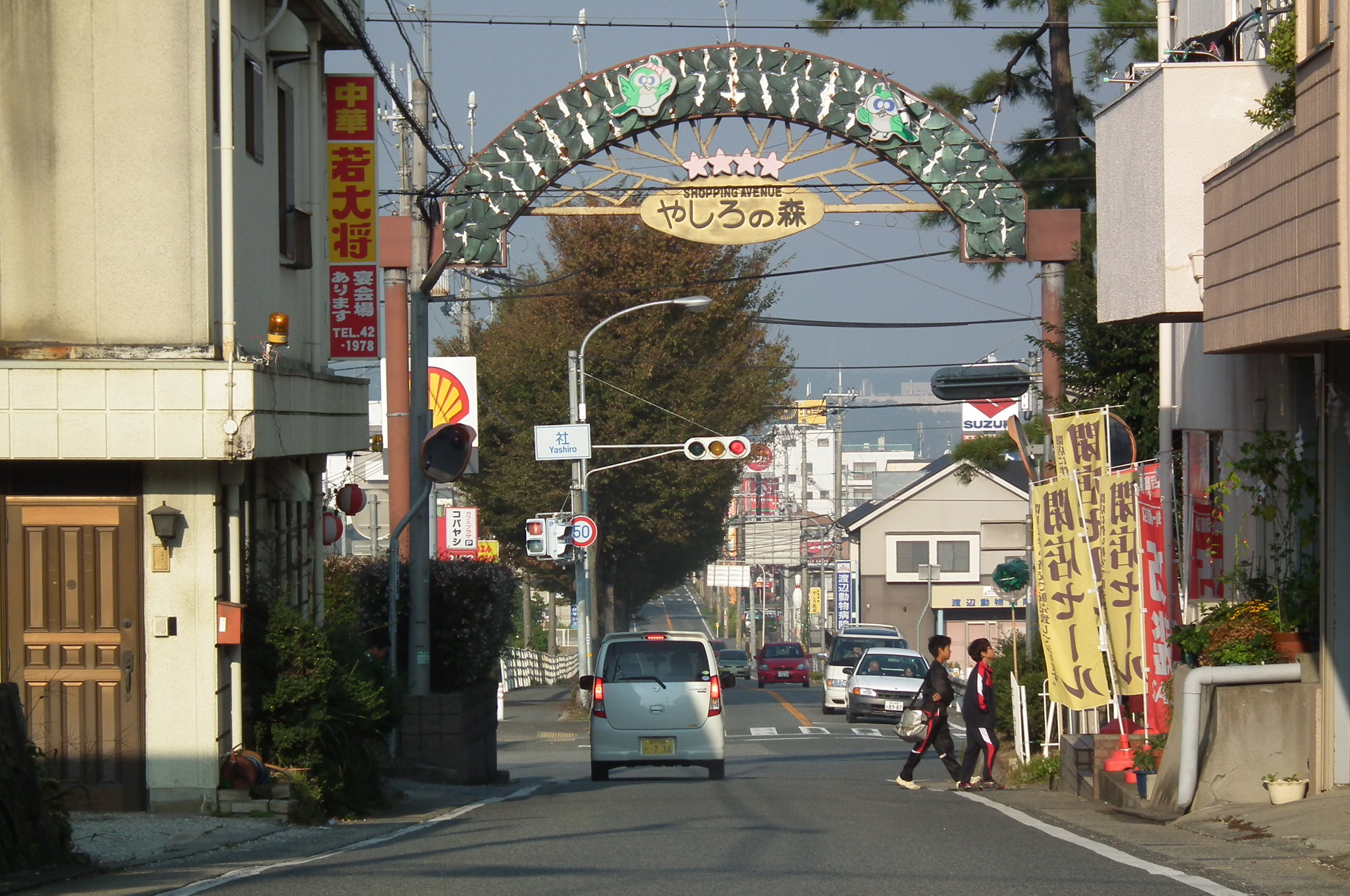
町の中心部（佐保神社前）町の入口の主要道路すべてにこのゲートが立てられている。

兵庫県中南部に位置していた。北播磨の主な官公庁の出先機関や、裁判所などが所在し、兵庫教育大学などの教育機関が集まる町であった。

## 地理
- 河川: 加古川、千鳥川

## 人口
1955年の国勢調査では20375人であったが、その後は減少し続け、1965年の国勢調査では17363人を記録したが、その後は回復し続け、1990年の国勢調査で2万人を回復した。

## 隣接していた自治体
- 小野市
- 西脇市
- 篠山市
- 加東郡：東条町、滝野町
- 三田市（約1kmほど隣接）

## 歴史

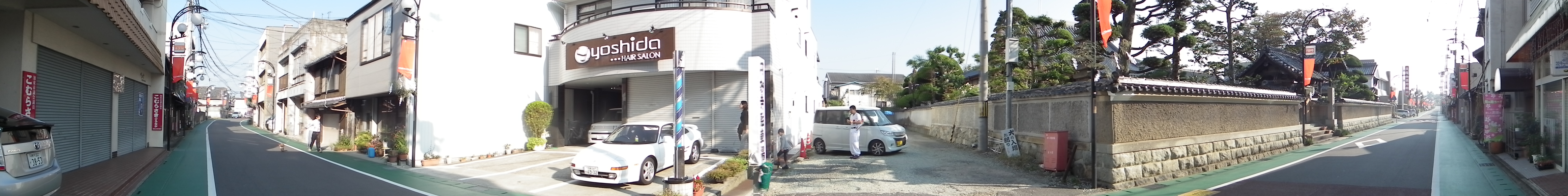
社町中心部

### 町名の由来
佐保神社の門前町として発展してきたことに由来する。

### 沿革
- 1889年（明治22年）4月1日 - 町村制の施行により、社村・山国村・田中村・野村・貝原村・窪田村・鳥居村・家原村・西垂水村・松尾村・上中村・梶原村・北村・出水村の区域をもって社村が発足。
- 1912年（明治45年）6月1日 - 社村が町制施行して社町となる。
- 1955年（昭和30年）3月31日 - 福田村・米田村・上福田村・鴨川村と合併し、改めて社町が発足[3]。
- 1955年（昭和30年）5月11日 - 「三枚菱とY」を図案化した町章を制定[4][5][1][2]。
- 1956年（昭和31年）4月1日 - 大字古川・久保木を小野市に編入[2]。
- 1965年（昭和40年）4月3日 - 町旗を制定[4][6]。
- 1972年（昭和47年）11月9日 - 町木と町花を制定[7][1]。
- 1974年（昭和49年）11月1日 - 住民憲章を制定[1]。
- 1979年（昭和54年）5月26日 - 都市宣言を制定[8]。
- 1979年（昭和54年）7月 - 兵庫県立嬉野台生涯教育センターが完成[2]。
- 1980年（昭和55年）4月 - 「やしろ小唄」と「やしろ音頭」を選定。
- 1982年（昭和57年）4月 - 国道175号社バイパスが開通[2]。
- 1983年（昭和58年）7月 - 平池公園が完成[2]。
- 1985年（昭和60年）4月 - 町歌「やしろわが町」を制定[1]。
- 1985年（昭和60年）4月22日 - 町鳥を制定[9][1][2]。
- 1996年（平成8年）5月 - やしろショッピングパークBioが完成[2]。
- 2006年（平成18年）3月20日 - 滝野町・東条町と合併して加東市が発足。同日社町廃止。

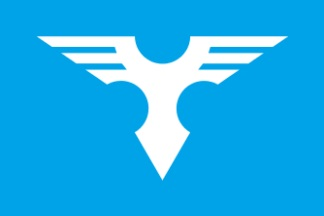
社町旗
社町章

## 地域

### 大字名
- 合併後は社町を付けずに大字名が先に来る。

| 大字名     |
| ---------- |
| 家原       |
| 池之内     |
| 出水       |
| 上田       |
| 馬瀬       |
| 貝原       |
| 梶原       |
| 上鴨川     |
| 上久米     |
| 上中       |
| 上三草     |
| 喜田       |
| 木梨       |
| 窪田       |
| 久米       |
| 佐保       |
| 沢部       |
| 下鴨川     |
| 下久米     |
| 下三草     |
| 田中       |
| 大門       |
| 東実       |
| 鳥居       |
| 中古瀬     |
| 西古瀬     |
| 西垂水     |
| 野村       |
| 畑         |
| 東古瀬     |
| 平木       |
| ひろのが丘 |
| 福吉       |
| 藤田       |
| 牧野       |
| 松尾       |
| 社         |
| 屋度       |
| 山国       |
| 山口       |
| 吉馬       |

### 警察・消防
- 社警察署

### 病院
- 公立社総合病院（現:加東市民病院）[2]

### 図書館
- 社町立中央図書館（現:加東市中央図書館）[2]

### 主な文化施設
- 兵庫県立嬉野台生涯教育センター[2]

### 公園
- 平池公園[2]

### 郵便局
- 社郵便局

### 工業・商業施設

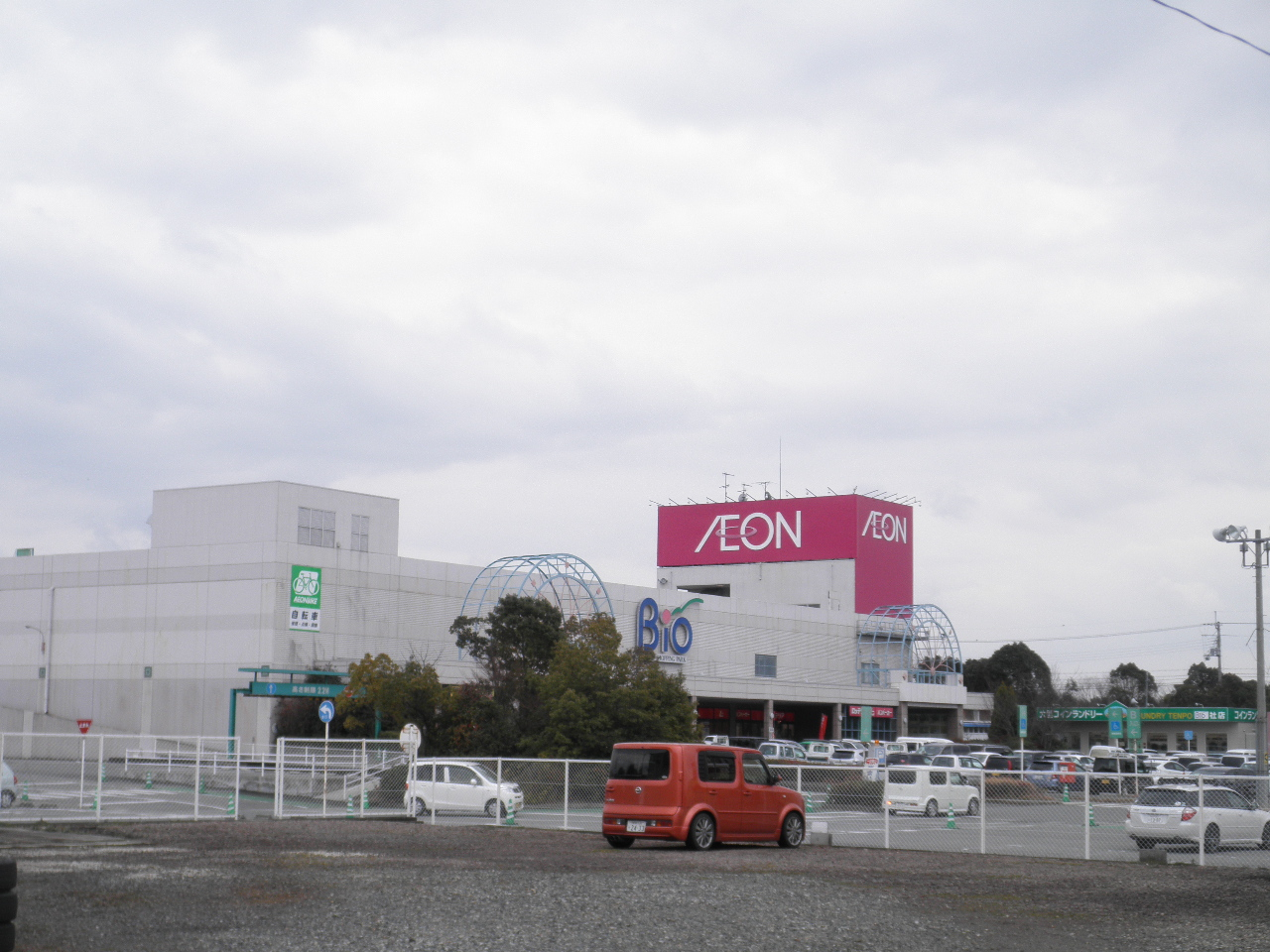
Bio

- やしろショッピングパークBio（ジャスコ社店 - 現在はイオン社店になっている）[2]。

## 行政

### 歴代町長
| 代 | 氏名     | 就任年月日    | 退任年月日    |
| -- | -------- | ------------- | ------------- |
| 初 | 高瀬栄一 | 1955年4月1日  | 1963年3月31日 |
| 2  | 川井秀雄 | 1963年4月1日  | 1967年3月31日 |
| 3  | 藤本豊治 | 1967年4月1日  | 1970年2月     |
| 4  | 石古勲   | 1970年3月     | 1994年2月     |
| 5  | 上石勝己 | 1994年2月     | 2001年9月29日 |
| 6  | 小東慎介 | 2001年9月30日 | 2005年9月29日 |
| 7  | 高橋修一 | 2005年9月30日 | 2006年3月19日 |

## 経済

### 産業
- 主な産業、リコー、パナソニック、パナソニック エレクトロニックデバイス、藤井電工の工場。

## 姉妹都市

### 海外
- オリンピア市（アメリカ合衆国 ワシントン州 州都）
  - 1981年4月22日姉妹都市提携

## 教育
- 社町立社小学校
- 社町立米田小学校
- 社町立福田小学校
- 社町立三草小学校
- 社町立鴨川小学校
- 社町立社中学校
- 兵庫教育大学附属中学校
- 兵庫県立嬉野台生涯教育センター
- 兵庫県立社高等学校
- 兵庫教育大学

## 交通

### 鉄道路線
町内に鉄道は通っておらず、隣接する滝野町に所在するJR加古川線の社町駅が最寄り駅となっていた。

### 道路
- 高速道路

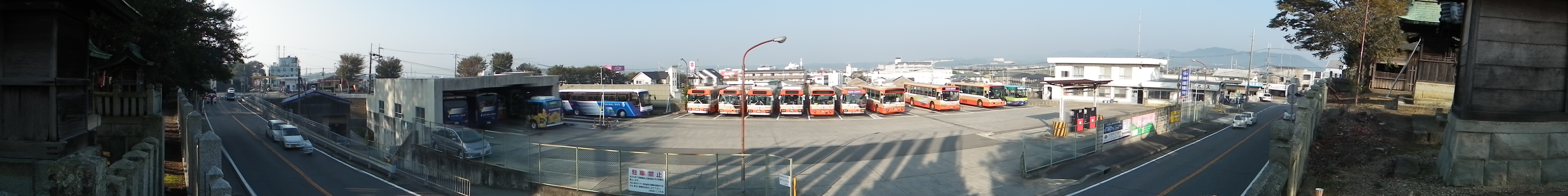
兵庫県道567号東古瀬穂積線

  - 中国自動車道 滝野社インターチェンジ（料金所から一般道接続点までは滝野町所在、本線ランプウェイは社町所在）
- 国道
  - 国道175号社バイパス
  - 国道372号
- 都道府県道
  - 兵庫県道17号西脇三田線
  - 兵庫県道85号神戸社線
  - 兵庫県道144号西脇口吉川神戸線
  - 兵庫県道311号上鴨川木津線
  - 兵庫県道313号平木東条線
  - 兵庫県道350号松尾青野ヶ原停車場線
  - 兵庫県道351号大門小田線
  - 兵庫県道564号東条社線
  - 兵庫県道567号社滝野線

## 名所・旧跡・観光スポット・祭事・催事
- 佐保神社
- 朝光寺（高野山真言宗、鹿野山）
- 清水寺 （西国第二十五番霊場御嶽山清水寺）

## 出身・ゆかりのある人物
- 高井利平（姫路の地主、資産家、万里銀行頭取） - 旧姓・臼井、木梨出身[10]。